# Wereldkampioenschappen schaatsen afstanden 2013 - 5000 meter vrouwen
De 5000 meter vrouwen op de wereldkampioenschappen schaatsen afstanden 2013 werd gereden op zaterdag 23 maart 2013 in het ijsstadion Adler Arena in Sotsji, Rusland.
Martina Sáblíková werd voor de zesde keer op rij wereldkampioene op de 5000 meter, ze bleef Ireen Wüst ruim voor. Wel won Wüst haar vierde medaille van het toernooi.

## Plaatsing
De regels van de ISU schrijven voor dat er maximaal zestien schaatssters zich plaatsen voor het WK op deze afstand. Geplaatst zijn de beste acht schaatssters van het wereldbekerklassement, aangevuld met de acht tijdsnelsten waarbij alleen tijden gereden in de wereldbeker of op het wereldkampioenschap allround meetellen. Achter deze 24 namen wordt op tijdsbasis nog een reservelijst van maximaal zes namen gemaakt.
Aangezien het aantal deelnemers per land beperkt is beperkt tot een maximum van drie, telt de vierde (en vijfde etc.) schaatsster per land niet mee voor het verloop van de ranglijst. Het is aan de nationale bonden te beslissen welke van hun schaatssters, mits op de lijst, naar het WK afstanden worden afgevaardigd.
De Russinnen hadden maar één deelneemster in plaats van de toegelaten twee en de Koreaanse Kim Bo-reum zegde ook af. Anna Rokita en Ivanie Blondin schoven door van de reservelijst.

## Statistieken

### Uitslag
| #      | Naam              | Land | Tijd    |
| ------ | ----------------- | ---- | ------- |
| Goud   | Martina Sáblíková | CZE  | 6.54,31 |
| Zilver | Ireen Wüst        | NED  | 7.02,96 |
| Brons  | Claudia Pechstein | GER  | 7.04,07 |
| 4      | Linda de Vries    | NED  | 7.09,33 |
| 5      | Stephanie Beckert | GER  | 7.09,35 |
| 6      | Diane Valkenburg  | NED  | 7.09,57 |
| 7      | Bente Kraus       | GER  | 7.09,82 |
| 8      | Ivanie Blondin    | CAN  | 7.13,16 |
| 9      | Olga Graf         | RUS  | 7.13,58 |
| 10     | Masako Hozumi     | JPN  | 7.17,88 |
| 11     | Maria Lamb        | USA  | 7.18,07 |
| 12     | Jelena Peeters    | BEL  | 7.20,54 |
| 13     | Eriko Ishino      | JPN  | 7.24,20 |
| 14     | Mari Hemmer       | NOR  | 7.26,80 |
| 15     | Anna Rokita       | AUT  | 7.28,64 |
| 16     | Cindy Klassen     | CAN  | 7.35,88 |

### Loting
| Rit | Binnenbaan        | Buitenbaan        |
| --- | ----------------- | ----------------- |
| 1   | Anna Rokita       | Ivanie Blondin    |
| 2   | Eriko Ishino      | Maria Lamb        |
| 3   | Bente Kraus       | Linda de Vries    |
| 4   | Cindy Klassen     | Mari Hemmer       |
| 5   | Ireen Wüst        | Masako Hozumi     |
| 6   | Jelena Peeters    | Diane Valkenburg  |
| 7   | Martina Sáblíková | Claudia Pechstein |
| 8   | Olga Graf         | Stephanie Beckert |

1996 · 
1997 · 
1998 · 
1999 · 
2000 · 
2001 · 
2003 · 
2004 · 
2005 · 
2007 · 
2008 · 
2009 · 
2011 · 
2012 · 
2013 · 
2015 · 
2016 · 
2017 · 
2019 · 
2020 · 
2021 · 
2023 · 
2024 · 
2025